# Once upon a time in the pillows
『Once upon a time in the pillows』（ワンス・アポン・ア・タイム・イン・ザ・ピロウズ）とは、ロックバンド、the pillowsの3枚目のベスト・アルバム。

## 概要
2009年でバンド結成20周年を迎えたthe pillowsの音源リリース・ライブ企画「LATE BLOOMER SERIES」の第3弾として、avex trax盤となる『Rock stock&too smoking the pillows』と同時リリースされた。
2001年にキングレコードからリリースされたベスト・アルバム『Fool on the planet』以降のキング時代の楽曲を中心に、『Fool on the planet』に未収録だった楽曲や2004年発表のアルバム『GOOD DREAMS』に収録が予定され、レコーディングまで完了していたにもかかわらず収録が見送られていた未発表曲である「FLAG STAR」も収録。最新マスタリング。
本作のタイトルは1984年に公開されたアメリカ映画『ワンス・アポン・ア・タイム・イン・アメリカ』のもじりである。

## 収録曲
全作詞・作曲：山中さわお
1. GOOD DREAMS
初出：『GOOD DREAMS』 （2004年11月3日）
2. この世の果てまで
初出：『Smile』（2001年10月31日）
3. バビロン 天使の詩
初出：『Thank you, my twilight』 （2002年10月23日）
4. Thank you,my twilight
初出：『Thank you, my twilight』 （2002年10月23日
5. その未来は今
初出：シングル （2004年10月6日）／『GOOD DREAMS』 （2004年11月3日）
6. I know you
初出：『PENALTY LIFE』（2003年11月6日）
7. ターミナル・ヘヴンズ・ロック
初出：シングル （2003年9月3日）／『PENALTY LIFE』（2003年11月6日）
8. サード アイ
初出：シングル （2005年11月23日）／『MY FOOT』（2006年1月12日）
9. FLAG STAR
初出：未発表曲
10. RUSH
初出：シングル （1999年10月27日）／『HAPPY BIVOUAC』（1999年12月2日）
11. アナザーモーニング
初出：シングル（1998年1月21日）／『LITTLE BUSTERS』　（1998年2月21日）
12. Please Mr.Lostman
初出：『Please Mr.Lostman』（1997年1月22日）
13. MY FOOT
初出：『MY FOOT』（2006年1月12日）